# Oleksiy-Nestor Naumenko
Oleksiy-Nestor Naumenko (en ukrainien : Олексій-Нестор Науменко) est un cinéaste ukrainien né le 11 mars 1973. Il travaille principalement dans le cinéma expérimental, le documentaire et les arts visuels. Naumenko est également un voyageur et un publiciste, qui écrit sur des sujets culturels, sociaux, ethnographiques et cinématographiques.

## Biographie et carrière
Oleksiy-Nestor Naumenko est né en 1973 à Kyïv, en Ukraine. Après avoir terminé ses études à l'Institut polytechnique Igor-Sikorski de Kyïv, il a poursuivi ses études à l'Université nationale de théâtre, de cinéma et de télévision Karpenko-Kary de Kyïv, où il a obtenu en 2000 un diplôme de réalisateur de cinéma et de télévision.
Naumenko a commencé sa carrière professionnelle au milieu des années 1990 comme assistant réalisateur et monteur vidéo pour la télévision. Il s’est ensuite tourné vers le cinéma indépendant, travaillant sur des genres et des formats variés. Ses films explorent des thèmes tels que les inégalités sociales, la préservation du patrimoine culturel, et les dimensions psychologiques de l’expérience humaine,.
Son œuvre comprend plus de 50 films allant du documentaire, de la chronique, des films ethnographiques et musicaux aux courts métrages de fiction, aux expérimentales, aux films photographiques et aux films d’art et d’essai.
Parmi les œuvres expérimentales de Naumenko figure 50 Horizons (2023), un long métrage documentaire au style minimaliste et absurde. D’autres projets incluent les films d’essais de voyage L’Année des volcans (2018), L’Île ensoleillée (2021), La Trilogie caribéenne (2020), l’exploration cinématographique du Japon Le Chemin du papillon (2014) et une série L’Alphabet voyageur de Nestor (commencée en 2022).
Naumenko réalise des films dans le monde entier. L’Année des volcans a été tournée sur quatre volcans européens : le Vésuve et l’Etna (Italie), le Teide (Espagne) et Santorin (Grèce). La Trilogie caribéenne, qui comprend Les Murs de Saint-Domingue, Fleur dans la brume et 47, a été tournée à Cuba et en la République dominicaine. L’Île ensoleillée a été tournée dans 11 pays sur quatre continents. 50 Horizons comprend des images de 21 pays, dont l’Ukraine, le Panama, le Japon, l’Islande, l’Égypte, la Suisse, l’Allemagne, le Monténégro, le Sri Lanka, les Maldives, etc.
Naumenko crée la plupart de ses films dans son propre studio indépendant, Nestor Film.
En plus de la réalisation de films, Naumenko est le photographe et le curateur d’exposition et de performance.
En tant que publiciste, Oleksiy-Nestor Naumenko collabore avec divers médias, notamment des revues de cinéma. Il est connu pour ses recherches sur la vie et l’œuvre du réalisateur Andreï Tarkovski, et des célèbres acteurs ukrainiens Boryslav Brondukov et Ivan Mykolaïtchouk,.

## Filmographie (sélection)
- 1998 : La Rose de Paracelse (ukrainien : Троянда Парацельса, fiction, adaptation de Jorge Luis Borges, 17 min.)
- 1999 : Mélodie ! (ukrainien : Мелодія!, portrait et documentaire musical, 37 min.)
- 2008 : La Façon dont vivent les Ukrainiens en Sibérie (ukrainien : Як українці в Сибіру живуть, documentaire ethnographique, 85 min.)
- 2010 : En dehors du cercle (ukrainien : За межами кола, documentaire, 50 min.)
- 2014 : Maïdan sur le sang (ukrainien : Майдан-на-крові, documentaire, 36 min.)
- 2014 : Le Chemin du papillon (ukrainien : Шлях метелика, cinéma d’art, 48 min.)
- 2015 : Sarajevo, la ville trébuchante (ukrainien : Сараєво – місто спотикання, documentaire, 15 min.)
- 2015 : Tokyo, la capitale des contraires (ukrainien : Токіо – столиця протилежностей, documentaire, 16 min.)
- 2018 : Malé, la plus petite capitale du monde (ukrainien : Малє – найменша столиця світу, documentaire, 16 min.)
- 2018 : L’Année des volcans (ukrainien : Рік вулканів, essai documentaire, 30 min.)
- 2020 : Les Murs de Saint-Domingue (ukrainien : Стіни Санто-Домінго, documentaire conceptuel, 10 min.)
- 2020 : Fleur dans la brume (ukrainien : Квітка в тумані, essai documentaire, 19 min.)
- 2020 : 47 (essai documentaire, 15 min.)
- 2021 : L’Île ensoleillée (ukrainien : Сонячний острів, essai documentaire, 69 min.)
- 2021 : Vienne, capitale mondiale de la musique (ukrainien : Відень – музична столиця світу, documentaire, 30 min.)
- 2022 : Il est temps de ramasser des pierres (espagnol : Tiempo de juntar piedras, documentaire, 34 min.)
- 2022 : Barcelone : Rêves de béton armé (ukrainien : Барселона: Мрії залізобетону, essai documentaire, 12 min.)
- 2023 : 50 horizons (anglais : 50 Horizons, documentaire conceptuel et expérimental, 77 min.)
- 2023 : Hamlet immortel (anglais : Immortal Hamlet, fiction-documentaire, 21 min.)
- 2023 : Paysage de l’oubli (à l'origine en français, expérimental, 39 min.)
- 2023 : Jérusalem : Le triomphe des murs (ukrainien : Єрусалим: Тріумф стін, essai documentaire, 11 min.)
- 2023 : Paris : Oiseaux d’amour (ukrainien : Париж: Птахи кохання, essai documentaire, 11 min.)
- 2024 : Oyama : Les fauteurs de troubles au sanctuaire (ukrainien : Ояма: Бешкетники в храмі, documentaire ethnographique, 9 min.)
- 2024 : 50 réunions (ukrainien : 50 зустрічей, documentaire conceptuel et autobiographique, 203 min.)
- 2025 : Rendez-vous avec Maxime Rylski (ukrainien : Побачення з Максимом Рильським, documentaire chronique, 37 min.)